# هندرسن (کارولینای شمالی)
هندرسن (به انگلیسی: Henderson) شهری در ایالت کارولینای شمالی کشور ایالات متحده آمریکا است که جمعیت آن در سرشماری سال ۲۰۱۰ میلادی، ۱۵٬۳۶۸ نفر بوده‌است.